# Cascade-Fairwood
Cascade-Fairwood je obec v okrese King v americkém státě Washington. V roce 2000 zde žilo 34 580 a podle důchodu na hlavu se jednalo o 77. nejbohatší obec ve státě.

## Geografie
Obec má rozlohu 23 km², z čehož vše je souš.

## Demografie
V roce 2000 zde žilo 34 580 obyvatel, z nichž tvořili 73 % běloši, 14 % Asiaté a 6 % Afroameričané. 4 % obyvatelstva bylo hispánského původu.

## Politika
Na národní úrovni se obec klaní spíše k demokratům.
V roce 2007 si obyvatelé části Cascade zvolili připojení ke městu Renton, se kterým se spojili v březnu 2008. Fairwood má možnost se buď také připojit k Rentonu, nebo se začlenit v samostatné město. Okres King chce, aby se co nejdříve všechny nezačleněné obce v blízkosti velkých měst co nejdříve připojily k těm velkým městům, nebo začlenily. Poslední dobou probíhají různá referenda, ale zatím se nepodařilo dojít k rozuzlení.